# 自資高等教育聯盟
自資高等教育聯盟（英語：Federation for Self-financing Tertiary Education（FSTE）），前稱「香港高等院校持續教育聯盟」，是一個於1994年在香港成立，由香港多所大專院校組成的教育聯盟，聯盟的目標是提升本地自資專上教育的專業質素和水平。截至2018年，自資高等教育聯盟共有17所成員院校，包括大學教育資助委員會資助的八間大學、一所政府成立的自資大學、政府成立及資助的職業訓練局，以及八間根據香港法律320章註冊的自資專上學院或根據香港法律279章註冊的私立院校。

## 簡介
自資高等教育聯盟的成員院校提供多元化的全日制及兼讀制課程，包括副學位、學位及研究院的資歷層級，範疇涵蓋學術、職業及專業培訓等。自資高等教育聯盟成立之初，主要作為院校間就持續教育課程進行合作，香港於2000年開展毅進計劃及發展副學士課程，其後更推出多個自資學士及更高層級的學位課程，自資高等教育聯盟不但成為各成員院校間就自資課程進行合作的平台，同時也為政府的教育政策提供建議，並受政府委託為高中至專上程度的課程提供指標。自資高等教育聯盟除了是成員院校間的合作平台，同時也為成員院校制定規範，監察收生程序及確保課程的質素。

## 聯盟院校
香港的自資課程涵蓋範圍廣泛，包括大學本部提供自資學士、碩士及博士課程，香港本地院校與海外院校合辦的課程，大學屬下自資院校營辦的課程，註冊專上學院提供的專上課程，以及以教育條例註冊的一般院校提供的自資課程，而大學屬下院校及社區學院提供的毅進文憑及自資持續教育課程，也屬於自資課程。
由於教資會資助的大學都有在本部或屬下自資營運的學院開辦自資課程，因此八間教資會資助的大學都是自資高等教育聯盟的成員，並代表其大學本部及屬下的自資學院成為會員。職業訓練局雖然是政府資助的教育機構，但因為其屬下院校有開辦自資的高級文憑及學位課程，所以也是自資高等教育聯盟的成員。
截至2018年，自資高等教育聯盟共有17所成員院校，附屬學院均由其所屬院校為代表參加聯盟：
1. 香港明愛
2. 珠海學院
3. 香港城市大學
4. 香港浸會大學
5. 香港專業進修學校
6. 香港科技專上書院
7. 嶺南大學
8. 香港中文大學
9. 香港教育大學
10. 香港理工大學
11. 香港科技大學
12. 香港都會大學
13. 香港大學
14. 東華學院
15. 香港伍倫貢學院
16. 職業訓練局
17. 耀中幼教學院（準會員）

## 聯盟目標
以下為自資高等教育聯盟的工作目標：
- 推動香港終身學習發展，包括自資學士課程、自資副學位課程、持續教育及非本地教育範疇。
- 提升香港自資學術及職業教育課程的質素和水平。
- 加強與政府、企業、專業團體及其他持分者就自資課程及持續教育的溝通。
- 為自資專上教育提供交流及分享教育資訊和經驗的平台。
- 鼓勵、支持及參與就學術與職業教育相關範疇的研究。
- 與政府合作，推動香港發展成為亞洲以致全球的教育樞紐。

## 歷史及發展
1994年「香港高等院校持續教育聯盟」成立，初期主要著重於成員院校間在持續教育的合作。
2000年，香港政府提出開辦毅進計劃及發展副學士課程，教育聯盟除了向香港政府提供建議，並受政府委託參與制定副學位課程通用指標。
2009年，香港政府為配合香港教育制度推行三三四的新學制，教育聯盟受香港教育局委託為將設立的毅進文憑進行研究及撰寫課程。
2011年，教育聯盟受政府委託參與修訂三三四新學制下副學士及高級文憑課程的通用指標。
2012年，由於教育聯盟已由初期集中持續教育的合作，擴展至毅進計劃、副學士、高級文憑、自資學士等範疇，因此「香港高等院校持續教育聯盟」更名為「自資高等教育聯盟」。同年，教育聯盟獲香港政府委託進行有關資歷名銜計劃及資歷學分的先導計劃。
2013年，聯盟為通識課程出版「通式教育指南」。同年，聯盟向成員院校發布專上課程招生及取錄程序指引，加強對收生取錄程序的監察，聯盟又於同年取得質素提升支援計劃的撥款，開展有關教師專業能力理念架構及其相關專業發展課程的研究計劃。
2014年，教育聯盟獲質素提升支援計劃撥款，延續質素提升津貼計劃下有關副學位通式教育架構的研究，政府另委託教育聯盟開展關於學分累積和轉移制度的先導計劃。

## 組織架構
自資高等教育聯盟下設五個委員會，包括執行委員會、會員事務及發展委員會、研究與發展委員會、招生與學生事務委員會、毅進文憑課程管理委員會，另會就特定的項目成立工作小組。

### 現任主席
現任自資高等教育聯盟主席：鍾志杰教授，香港浸會大學，於2019年上任。

### 歷任主席
李鍔教授，香港大學，任期：1994 - 1996
尹葉芊芊教授，香港中文大學，任期：1996 - 1998
黃志漢博士，香港浸會大學，任期：1998 - 2000
黃傑雄博士，香港城市大學，任期：2000 - 2002
楊健明教授，香港大學，任期：2002 - 2007
李仕權博士，香港中文大學，任期：2007 - 2009
黃傑雄博士，香港城市大學，任期：2009 - 2011
陳增聲教授，嶺南大學，任期：2011 - 2013
阮博文教授，香港理工大學，任期：2013 - 2019

## 另見
- 粵港澳高校聯盟
- 應用科學大學聯盟

## 外部連結
- 自資高等教育聯盟 （页面存档备份，存于）